# Number 9 Dream
Pour les articles homonymes, voir Numéro 9.
Singles de John Lennon
Whatever Gets You thru the Night
(1974) Stand by Me
(1975)
#9 Dream est une chanson de John Lennon parue en 1974 sur son album Walls and Bridges. 

## Classements
| Classement (1975)              | Meilleure place |
| ------------------------------ | --------------- |
| États-Unis (Hot 100)           | 9               |
| France (IFOP)                  | 76              |
| Royaume-Uni (UK Singles Chart) | 23              |